# Lomnica (Despotovac)
Lomnica (em cirílico: Ломница) é uma vila da Sérvia localizada no município de Despotovac, pertencente ao distrito de Pomoravlje, na região de Resava. A sua população era de 988 habitantes segundo o censo de 2011.

## Demografia
| 1948 | 1953 | 1961 | 1971 | 1981 | 1991 | 2002 | 2011 |
| ---- | ---- | ---- | ---- | ---- | ---- | ---- | ---- |
| 1498 | 1632 | 1596 | 1674 | 1631 | 1478 | 1033 | 988  |